# Teorema de Landau–Yang
Em mecânica quântica, o teorema de Landau–Yang,  é uma regra de seleção para partículas que decaem em dois fótons.

## Teorema

### Resultado principal
Uma partícula massiva de spin 1 não pode decair para dois fótons.

### Hipóteses
Fótons aqui representam qualquer partícula de spin 1, sem massa e sem graus de liberdade internos. Contudo, o fóton é a única partícula que se conhece com essas propriedades.

### Consequências
O teorema tem várias consequências em física de partículas, por exemplo
- O méson ρ não decai para dois fótons, diferente do píon neutro, que quase sempre decai nesse estado final (98,8% das vezes).[1]
- O bóson Z não decai para dois fótons. O termo clássico não existe na lagrangeana devido à invariância de gauge, mas o teorema garante que a matriz S do decaimento é zero mesmo considerando loops quânticos.
- O bóson de Higgs, cujo spin nunca fora medido, mas cujo decaimento para dois fótons foi observado recentemente,[2] [3] não pode ter spin 1.

## Demonstração
Considere o referencial em que a partícula instável está parada e que os fótons decaem na direção {\displaystyle z}.  Nessa configuração, o momento angular orbital dos produtos de decaimento terá sempre projeção do momento angular orbital {\displaystyle m_{\ell }=0}. Esse resultado é imediato já que {\displaystyle L_{z}=xp_{y}-yp_{x}} e o momento dos fótons está na direção {\displaystyle z}.
A projeção do momento angular de spin do sistema de dois fótons tem dois valores possíveis. Ela pode ser {\displaystyle m_{s}=\pm 2} (em unidades de {\displaystyle \hbar }, o que será sempre assumido daqui para frente) ou {\displaystyle m_{s}=0}. Como a parte orbital não pode contribuir com momento angular nessa direção, é impossível usar as combinações com {\displaystyle m_{s}=\pm 2} para formar um estado inicial com {\displaystyle J=1}. As combinações com projeção zero são convenientemente escolhidas como simétricas ou anti-simétricas por troca de partículas:
{\displaystyle {\frac {1}{\sqrt {2}}}\left[|+1,-1\rangle -|-1,+1\rangle \right]}
{\displaystyle {\frac {1}{\sqrt {2}}}\left[|+1,-1\rangle +|-1,+1\rangle \right]}
O estado anti-simétrico por troca dos dois fótons idênticos exige, pelo teorema de spin-estatística, que a função de onda orbital seja também anti-simétrica e, logo, com momento angular ímpar.  Como a helicidade apenas diz como o sistema se transforma por rotações em torno do eixo {\displaystyle z}, não é possível identificar o estado final com um único spin. Contudo, devido ao comportamento por rotações em torno do eixo {\displaystyle z} e por ser anti-simétrico por troca de partículas, sabe-se que o estado é exclusivamente decomposto naqueles com {\displaystyle S} ímpar e {\displaystyle m_{s}=0}.
{\displaystyle {\frac {1}{\sqrt {2}}}\left[|+1,-1\rangle -|-1,+1\rangle \right]=\sum _{S=1,3,\ldots }\alpha _{s}|S,m_{s}=0\rangle }
Para formar um estado inicial com {\displaystyle J=1}, precisa-se então combinar cada estado acima com o momento angular orbital tal que {\displaystyle L=S}.  Contudo, é impossível esse usar esses estados já que o coeficiente de Clebsch–Gordan para:
{\displaystyle \langle J\,M|j_{1}\,m_{1};j_{2}\,m_{2}\rangle =\langle 1\,0|S\,0;S\,0\rangle =0}
é nulo para qualquer {\displaystyle S} e eles não contribuem para um estado com {\displaystyle J=1}. Na verdade, esse resultado é válido para qualquer {\displaystyle J} ímpar e pode-se tornar o teorema um pouco mais forte: o decaimento para dois fótons de uma partícula com spin ímpar e com auto-valor {\displaystyle -1} por paridade, através de uma interação que preserve paridade, é sempre impossível.
A igualdade acima pode ser imediatamente verificada usando a propriedade de simetria dos coeficientes de Clebsch–Gordan:
{\displaystyle \langle J\,M|j_{1}\,m_{1};j_{2}\,m_{2}\rangle =(-1)^{j_{1}+j_{2}-J}\langle J\,(-M)|j_{1}\,(-m_{1});j_{2}\,(-m_{2})\rangle }
O estado simétrico também não identificável com uma única representação massiva. Contudo, devido ao seu comportamento por troca de partículas e por rotações em torno do eixo {\displaystyle z}, ele só pode ser decomposto em representações com {\displaystyle S} par e {\displaystyle m_{s}=0} o que, pelo teorema de spin-estatística, implica que o momento angular orbital tem que ser par, limitando-o então ao caso {\displaystyle L=S}. Igual ao caso acima, isso implica que o coeficiente de Clebsch–Gordan é zero. Entretanto, diferente do caso acima, para spins maiores 2, pode-se usar as componentes com projeção {\displaystyle \pm 2} e não há uma regra de seleção adicional em decaimentos que preservem paridade.
Para campos com graus de liberdade internos, como glúons, pode-se ter, por exemplo, {\displaystyle S=0}, {\displaystyle L=1} e a função de onda de cor também anti-simétrica (por exemplo, nas representações {\displaystyle \mathbf {8} ,\mathbf {10} ,{\overline {\mathbf {10} }}}), contornando a demonstração do teorema. No decaimento para campos massivos, a projeção com {\displaystyle m_{s}=\pm 1}, para a qual o coeficiente de Clebsch–Gordan não é nulo, é possível e novamente se contorna a demonstração do teorema.

## Demonstração alternativa
Uma demonstração alternativa, que não faz tanto uso direto da álgebra de momento angular na mecânica quântica, é dada pela construção explícita da amplitude invariante. No gauge de Coulomb, a amplitude invariante deve ser um escalar rotacional construído com os vetores {\displaystyle \mathbf {k} =\mathbf {k} _{1}=-\mathbf {k} _{2},\mathbf {s} ,\mathbf {\epsilon } _{1},\mathbf {\epsilon } _{2}} (momento dos fótons, vetor de spin da partícula instável e polarizações dos fótons). Tanto os vetores de spin quanto as polarizações são normalizados {\displaystyle s^{2}=\epsilon _{(1,2)}^{2}=1} e, pela condição de gauge, {\displaystyle \mathbf {k} \cdot \mathbf {\epsilon } _{(1,2)}=0}. Além disso, amplitude deve ser linear em cada um dos {\displaystyle \mathbf {s} ,\mathbf {\epsilon } _{1},\mathbf {\epsilon } _{2}}. Só há três combinações que satisfazem essas condições:
{\displaystyle {\mathcal {M}}=H_{1}(k^{2})(\mathbf {k} \cdot \mathbf {s} )(\mathbf {\epsilon } _{1}\cdot \mathbf {\epsilon } _{2})+H_{2}(k^{2})[\mathbf {s} \cdot (\mathbf {\epsilon } _{1}\times \mathbf {\epsilon } _{2})]+H_{3}(k^{2})[\mathbf {k} \cdot (\mathbf {\epsilon } _{1}\times \mathbf {\epsilon } _{2})](\mathbf {k} \cdot \mathbf {s} )}
Onde o primeiro termo é par por paridade e os dois últimos ímpares. Contudo, os três termos acima são anti-simétricos por troca {\displaystyle \epsilon _{1}\leftrightarrow \epsilon _{2}} e {\displaystyle \mathbf {k} \rightarrow -\mathbf {k} }, violando o teorema de spin-estatística. No caso em que momento angular é conservado, mas a estatística de Bose não é obedecida, os três termos acima são possíveis e usados em procura por violações dessa estatística.

## Resumo dos resultados
O resultado do teorema e consequências adicionais podem ser resumidos na seguinte tabela que lista os possíveis valores da soma das helicidades dos fótons (em unidades de {\displaystyle \hbar }) para cada valor J do spin da partícula instável massiva que decai e sua paridade.
|                | J=0 | J=1      | J=2,4,6,... | J=3,5,7,... |
| Paridade par   | 0   | proibido | 0,±2        | ±2          |
| Paridade ímpar | 0   | proibido | 0           | proibido    |